# ジョニー・ラモーン
ジョン・ウィリアム・カミングス（John William Cummings）ことジョニー・ラモーン（Johnny Ramone, 1948年10月8日 - 2004年9月15日）は、アメリカ合衆国・ニューヨーク州出身のギタリスト。
パンク・ロック・バンド、ラモーンズを結成時から解散までリーダーとして率いた。身長は6フィート（約183cm）。これはジョニー直筆のインタビューによるものである。

## 概要
2004年に前立腺癌のため没した。遺体は荼毘に付され、ハリウッドのハリウッド・フォーエバー墓地のディーディー・ラモーン（2002年にヘロインのオーバードーズで死去）の墓の近くに建てられ、銅像の付いた記念碑に埋葬された。記念碑には、ヴィンセント・ギャロら友人のメッセージが刻まれている。
2003年、ローリング・ストーン誌選定の『歴史上最も偉大な100人のギタリスト』で第16位にランクされ、 2009年にはタイム誌選定の『10人の偉大なエレキギター奏者』の一人として取り上げられた。2011年、ローリング・ストーン誌選定の『歴史上最も偉大な100人のギタリスト』改訂版では第28位にランクされた。

## スタイル・使用機材
後のUKパンクやスラッシュメタルに多大な影響を与えたダウン・ストローク一辺倒の高速バレーコード弾きが特徴であり、後期はオルタネイトピッキングを交えて更に高速化していった。この高速さは自身のテクニックの荒隠しだったとも言われ初期のギグは約24分で12曲以上を演奏していたと言われる(曰くやることをやって早く帰りたかったらしい)またソロらしいソロを一切弾かない(特に初期3部作)など技術に走ることなく(ステージ上では裏で待機する影武者に難所を弾かせていた事、更に4作目以降のレコーディングでは十分ギターが弾けるスタッフにソロ･パートを任せていたという話も)シンプル極まりない唯一無二のギター･スタイルを貫き通した。このようなお世辞にも技巧派とはいえないスタイルながら、今現在も評価を受けているのは、当時プログレ系、ハード･ロックの流行により高度な技術を必要としていたロックを簡素で明快な若者の音楽として取り戻し、世界中のロックキッズが音楽を始めるきっかけを与えたという功績が最大の理由とされる。
- ギターはモズライトのギターを長年に渡り愛用していた。使用し続けた理由は初めて買ったギターがモズライトで、しかも安価だったためという単純なものである。1966年頃にごく少数生産された「The Ventures ModelⅡ」という、モズライトの中では廉価モデルに位置づけられるモデルで、トレモロ・ユニットを取り外してストップテールピースに交換、さらにフロントピックアップをセイモア・ダンカン製のミニハムバッカー（結線されておらずダミーだった説がある）に、リアピックアップをディマジオ製シングルコイルFS‐1に交換（同時にピックガードも作り直された模様）、ペグもGROVER製ロトマチック式に交換されている。ギターソロをほぼ演奏せず、コードをひたすらかき鳴らすスタイルの為、フレットが溝状に極端に磨滅しており、チョーキングが出来なくなっていたと言われる。没後このギターはラモーンズの熱烈なファンで、以前より親交があったパール・ジャムのヴォーカリスト、エディ・ヴェダーが譲り受け、現在も大切に保管されている。他には最初期のメイン･ギターだったソニック・ブルー・フィニッシュの同モデルをほぼ無改造で使用していたが、スタッフの証言ではステージで破壊してしまったという。
- このモズライトの他にも、フェンダー・ストラトキャスターやリッケンバッカー（写真参照）ヘイマー（英語版）等を時折使用していた。
- アンプはマーシャルを一貫して使用。基本的にアンプ直結で使用していた。

## 逸話
- 影響を受けたギタリストは1人もいないと豪語していたが、好きなギタリストに関してはジミー・ペイジ、レスリー・ウェストの名を挙げていた。
- モズライトを使用していたが、「ベンチャーズが使っていたから」という理由を認め、ザ・ベンチャーズを好きなバンドの一つであることを公言した。しかし大ファンでもなければ影響は受けていないとのこと。
- 大のエルヴィス・プレスリーとビートルズ愛好家であった。
- あるインタビューで「どうしてギターソロを弾かないのか」という質問に対して激怒し「そんな事してる暇は無い!!」と言い放ったという。
- 生涯を通じて一度も喫煙はせず、酒も苦手だったが、缶ビールは好んで飲んでいた。
- 支持していたアメリカ合衆国政党は共和党だったといわれている。
- 大のニューヨーク・ヤンキース・ファンであったことは有名である。
- 映画好きでも知られ、メジャー作品からマイナー、B級カルト作品まで好みの幅が広かった。俳優のニコラス・ケイジとは親友だった。そのため、ケイジは彼が好きだったカルト映画『ウィッカーマン』を2007年にリメイクし（『ウィッカーマン』）、ラストに「ジョニー・ラモーンに捧ぐ」とクレジットした。
- ジョニーは生前、｢日本は大好きな国｣とコメントしていた。またラモーンズで来日していた時は必ず麺類を好んで食べていたエピソードがある。